# NGC 6044
NGC 6044 is een lensvormig sterrenstelsel in het sterrenbeeld Hercules. Het hemelobject werd op 27 juni 1886 ontdekt door de Amerikaanse astronoom Lewis A. Swift.

## Synoniemen
- IC 1172
- MCG 3-41-84
- ZWG 108.110
- DRCG 34-93
- PGC 57015